# پارک ملی گول-ایخ اونگوگ
پارک ملی گول-ایخ اونگوگ (به لاتین: Bulgan Gol-Ikh Ongog National Park) یک پارک ملی در مغولستان است.